# Ácido dicarboxílico
En química orgánica se denomina ácido dicarboxílico a aquel compuesto de estructura carbonada que está sustituido por dos grupos funcionales tipo carboxilo. Por ello, su fórmula responde a HOOC-R-COOH, donde R suele corresponder a un grupo alquilo, alquenilol o alquinilo. Los ácidos dicarboxílicos poseen especial relevancia en el metabolismo de las células. En ingeniería química se emplean para preparar copolímeros como el nailon.
En cuanto a reactividad química, suelen comportarse como los ácidos monocarboxílicos. La ionización del segundo grupo carboxílico es más difícil que la del primero, debido a que se requiere una mayor energía para disociar el protón (H+) de un anión que porta dos cargas negativas (caso de la ionización del segundo carboxilo) que de aquel que sólo posee una (caso de la ionización de un único carboxilo).
Cuando uno de los grupos carboxilo de estos ácido se sustituye por uno tipo aldehído, se produce un ácido aldehídico.
Algunos ejemplos de ácidos dicarboxílicos son:
| Nombre común      | Nombre IUPAC                                   | Fórmula química    | Fórmula estructural |
| ----------------- | ---------------------------------------------- | ------------------ | ------------------- |
| Ácido oxálico     | ácido etanodioico                              | HOOC-COOH          |                     |
| Ácido malónico    | ácido propanodioico                            | HOOC-(CH2)-COOH    |                     |
| Ácido succínico   | ácido butanodioico                             | HOOC-(CH2)2-COOH   |                     |
| Ácido glutárico   | ácido pentanodioico                            | HOOC-(CH2)3-COOH   |                     |
| Ácido adípico     | Ácido hexanodioico                             | HOOC-(CH2)4-COOH   |                     |
| Ácido pimélico    | ácido heptanodioico                            | HOOC-(CH2)5-COOH   |                     |
| Ácido subérico    | ácido octanodioico                             | HOOC-(CH2)6-COOH   |                     |
| Ácido azelaico    | ácido nonanodioico                             | HOOC-(CH2)7-COOH   |                     |
| Ácido sebácico    | ácido decanodioico                             | HOOC-(CH2)8-COOH   |                     |
| Ácido maleico     | Ácido cis-butenodioico                         | HOOC-CH=CH-COOH    |                     |
| Ácido fumárico    | Ácido trans-butenodioico                       | HOOC-CH=CH-COOH    |                     |
| Ácido ftálico     | ácido beceno-1,2-dicarboxílico o-ácido ftálico | C6H4(COOH)2        |                     |
| Ácido isoftálico  | ácido beceno-1,3-dicarboxílico m-ácido ftálico | C6H4(COOH)2        |                     |
| Ácido tereftálico | ácido beceno-1,4-dicarboxílico p-ácido ftálico | C6H4(COOH)2        |                     |
| Ácido truxílico   | ácido 2,4-difenilciclobutan-1,3-dicarboxílico  | (C6H5)2C4H4(COOH)2 |                     |
| Ácido truxínico   | ácido 3,4-difenilciclobutan-1,2-dicarboxílico  | (C6H5)2C4H4(COOH)2 |                     |

- Datos: Q422050
- Multimedia: Dicarboxylic acids / Q422050